# سید مصطفی محقق داماد
سید مصطفی محقق احمدآبادی معروف به محقق داماد، (زادهٔ ۱۳۲۴) مجتهد، فیلسوف و حقوقدان عضو پیوسته و رئیس گروه مطالعات اسلامی فرهنگستان علوم ایران، عضو هیئت امنای فرهنگستان‌های کشور، عضو هیئت امنای دانشگاه شهید مطهری و عضو هیئت امنای سازمان اسناد و کتابخانه ملی ایران و استاد حوزه است.
او از سال ۱۳۶۰ تا ۱۳۷۳ ریاست سازمان بازرسی کل کشور را عهده‌دار بوده است. او همچنین از سال ۱۳۷۴ تاکنون عضو و رئیس شورای تولیت و هیئت‌مدیره و عضو هیئت گزینش کتاب و جایزهٔ بنیاد موقوفات دکتر محمود افشار است.
او که دانش آموختهٔ حوزهٔ علمیهٔ قم، دانشگاه تهران و دانشگاه کاتولیک لوون است، استاد حقوق دانشگاه شهید بهشتی و دانشگاه شهید مطهری، دانشگاه علوم اسلامی رضوی است و بیش از ده سال مدیریت گروه حقوق دانشگاه تربیت مدرس را به عهده داشت. وی علاوه بر بهره‌گیری از دو نظام آموزشی حوزه و دانشگاه، تسلط به زبان‌های عربی، زبان انگلیسی و فارسی و آشنایی با زبان فرانسه دارد. همچنین آثار مختلف و متعددی در حوزهٔ فقه و حقوق از وی منتشر شده است.

## زندگی شخصی و تحصیلات
محقق داماد با فاضله لاریجانی، تنها دختر استاد خود میرزا هاشم آملی (خواهر برادران لاریجانی)، ازدواج کرده است و سه دختر و دو پسر دارد.

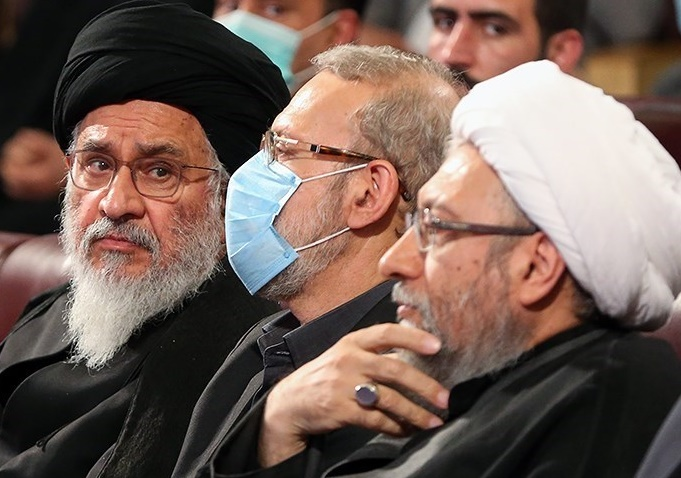
مصطفی محقق‌داماد، علی لاریجانی و صادق لاریجانی؛ اعضای خانواده لاریجانی

سه دختر او مریم السادات محقق (دکتری حقوق – وکیل دادگستری - عضو هیئت علمی دانشگاه امام صادق) صدیقه محقق (لیسانس ادبیات – فوق لیسانس زبان) زهرا محقق (استادیار دانشکده مهندسی هسته‌ای، پلاسما و رادیولوژی دانشگاه ایلینوی در اربانا-شمپین) می‌باشند.
محقق داماد در ۱۳۲۴ شمسی در قم به دنیا آمد. او فرزند سید محمد محقق داماد و نوهٔ دختری شیخ عبدالکریم حائری یزدی (بنیان‌گذار حوزهٔ علمیهٔ قم) است.
او اصالتاً یزدی (احمدآباد اردکان) است.
محقق داماد علوم دینی را نزد استادان بزرگ حوزهٔ علمیهٔ قم فرا گرفت و علاوه بر آن در دانشگاه تهران به تحصیل حقوق و فلسفهٔ اسلامی پرداخت و به اخذ درجهٔ فوق لیسانس در هر دو رشته نائل گردید. او در حوزه موفق شد در سال ۱۳۴۸، از علما و مراجع وقت، درجه «اجتهاد» کسب کند. عمده دوره علوم عقلی و حکمت اسلامی را نزد استاد مرتضی مطهری و فقه و اصول تحلیلی را نزد میرزا هاشم آملی و دایی‌اش مرتضی حائری یزدی آموخت. وی، مطالعه و تحصیل در رشتهٔ حقوق را پی‌گرفت سپس برای اخذ درجه دکترا در سال ۱۹۸۸، در بخش حقوق بین‌الملل به دانشگاه کاتولیک لوون (UCL) وارد شد و در سال ۱۹۹۵ م. موفق به اخذ درجه علمی پی‌اچ‌دی شد.

## فعالیت‌ها و مناصب
محقق داماد پس از استقرار نظام جمهوری اسلامی در سمت‌های گوناگون اجرائی، قضایی و فرهنگی ایفای نقش کرده است، از جمله از سال ۱۳۶۰ تا ۱۳۷۳ ریاست سازمان بازرسی کل کشور را عهده‌دار بود و اینک به عنوان استاد و رئیس گروه حقوق دانشگاه شهید بهشتی و خوارزمی تهران، رئیس گروه مطالعات اسلامی فرهنگستان علوم ایران، ریاست گروه حقوق سازمان مطالعه و تدوین کتابهای علوم انسانی دانشگاه‌ها، عضو هیئت داوران خبرگان بدون مدرک، عضو شورای علمی مرکز دائرةالمعارف بزرگ اسلامی، سردبیر فصلنامهٔ نامه فرهنگستان علوم به خدمات علمی و فرهنگی ادامه می‌دهد. از نظر خط مشی فکری فرهنگی از چهره‌ها و شخصیت‌های اصلاحات محسوب می‌شود؛ و به این حزب سیاسی گرایش و تعلق خاطر دارد. ایشان از سال ۱۳۷۵ تاکنون ریاست شورای تولیت بنیاد موقوفات دکتر محمود افشار را برعهده دارد. همچنین عضو هیئت گزینش کتاب و جایزهٔ انتشارات این بنیاد نیز هست.
او همچنین استاد دانشکدهٔ حقوق دانشگاه شهید بهشتی و استاد دانشگاه شهید مطهری (مدرسه عالی سابق)، و دانشگاه علوم اسلامی رضوی و همچنین عضو فرهنگستان علوم ایران و استاد کرسی فقه و حقوق و فلسفه است.

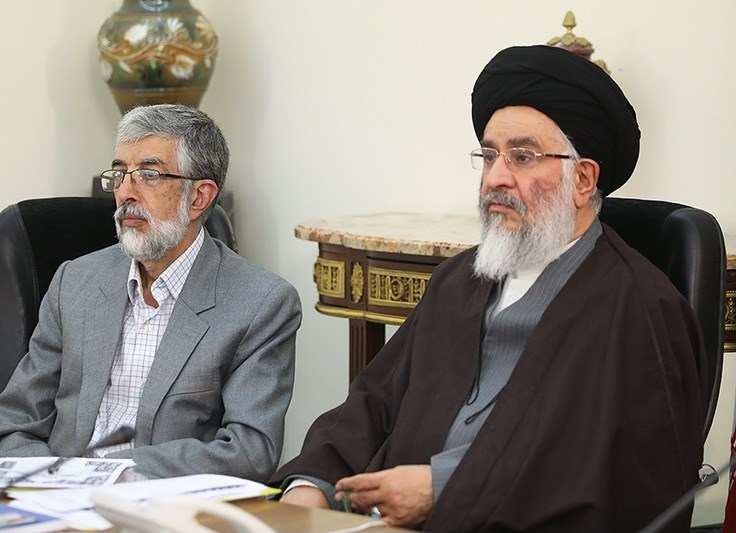
مصطفی محقق داماد در کنار حداد عادل

محقق داماد علاوه بر بهره‌گیری از دو نظام آموزشی حوزه و دانشگاه، به زبانهای عربی و انگلیسی مسلط است و با زبان فرانسه آشنایی دارد. محقق رئیس هیئت امنای دانشگاه خاتم است.
وی با پاپ فرانسیس و بان کی‌مون دربارهٔ اندیشه ادیان و افراط گرایی دینی در دنیا و عقلانیت، دیدار کرده است. 

## مواضع
وی در مقابل اتفاقات انتخابات ریاست‌جمهوری ایران (۱۳۸۸) حرکات حاکمیت در مقابل مردم را محکوم نمود.
وی در جریان حوادث پس از انتخابات ریاست جمهوری ۱۳۸۸ با نوشتن نامهٔ سرگشاده خطاب به هاشمی شاهرودی، رئیس قوهٔ قضائیه وقت، نوشت: «شگفتا! کار قوه قضائیه به جایی رسیده که از یکسو توسط ائمه جمعه موقّته توصیه به بی‌رحمی شوند و حدیث شریف «لا دین لمن لا رحم له» را فراموش کنند یا به «گرفتن اعتراف!!» مفتخر گردند و از سوی دیگر توسط ریاست قوه مجریه به رعایت رأفت اسلامی و کرامت انسانی مورد خطاب قرار گیرند. البته بسیار خوب سفارشی بود که ایشان فرمودند ولی آیا بهتر نبود که رئیس‌جمهور دولت نهم به جای چنین خطاب بشر دوستانه به جنابعالی یا لا اقل در جنب آن، عتاب قانونی به وزیر کشورشان می‌کردند و وی را تحویل دستگاه عدالت می‌دادند؟ وزیری که تحت مسئولیت وی چنین وقایع شرم‌آوری اتفاق افتاده است مگر می‌تواند مسئول نباشد؟ آیا این نتیجه تأخیر حضرتعالی در اقدام قضایی نیست؟
... شما [در تعطیل کردن زندان کهریزک] آنقدر تأخیر فرمودید تا این مدخل در دائرة المعارف‌های جهانی بنام حکومت دینی ایران در کنار مدخل‌های زندان‌های گوانتانامو و ابوغریب در زمان معاصر با کمال تأسف وارد شد. از منبع موثقی شنیدم که یکی از مراجع تقلید معاصر که از راه دور محاکمه‌ای که از سیمای ایران پخش می‌شد پیگیری می‌کردند، به همان منبع فرموده بودند که بهتراست لااقل این محاکمات را که ننگی است برای قضای اسلامی از تلویزیون پخش نشود.»

### واکنش به کشته شدن مهسا امینی
محقق داماد در واکنش به کشته‌شدن مهسا امینی بیان کرد:
در وقوع این حوادث به دنبال خاطی گشتن و حتی به مجازات خاطیان رده‌های پایین بسنده کردن، نه درد و سوز عمومی را تسکین می‌بخشد و نه امیدی به عدم تکرار نظیر آن ایجاد می‌کند؛ زیرا این حوادث معلول است و باید درجستجوی علت‌ها بود. مظهر کامل معروف تذکر خیرخواهانه و نقد قدرت حاکمه است و نه دخالت درحریم خصوصی شهروندان و منحرف ساختن افکارعمومی ازوظایف اصلی آنان. تأمین امنیت شهروندان اصلی‌ترین وظیفه قدرت حاکم است. قدرت حاکم نمی‌تواند با به‌کارگیری افراد ناآگاه و دادن لقب ارشاد و مرشد به آنان موجبات سلب آسایش گردد.

### نامه به قضات کشور
محقق داماد در ۲۵ آذر ۱۴۰۱ در واکنش به اعتراضات پاییز ۱۴۰۱ و مجازات برخی افراد، در نامه‌ای به تمام قاضی‌های کشور بیان کرد:
تندروی‌های روزهای آغازین پس از انقلاب لکه چرکینی است بر چهره حاکمیت اسلامی که هرگز قابل اغماض نمی‌باشد. در این ایام که کشورمان با بحران ناآرامی مواجه است و تمام مشکلاتی که موجباتش را ناتوانی دولت‌ها فراهم ساخته‌اند امروز به دامن دستگاه قضایی سرازیر شده، قضات کشورمان را با امتحانی عظیم روبه‌رو ساخته است. امتحانی که ناظرین آن عموم آحاد ملت ایران و داور نهایی آن پروردگار متعال است. الیس‌الله باحکم الحاکمین‎. خطا و تساهل در خون و مجازات غیر مشروع نسبت به افراد را حافظه تاریخ فراموش نخواهد کرد.

با ورود اصطلاحات و نهادهای فقهی در قوانین کیفری ایران کارصدور رای درامور جزایی آن هم بنام دین خدا کار آسانی نیست زیرا برای تفسیر و تبیین آنها مراجعه به منابع معتبر فقهی و طبعاً اجتهاد قضایی لازم است و در غیر اینصورت لا سمح‌الله رای صادره فاقد مشروعیت خواهد بود. باعث تاسف است که در این ایام افرادی از ذوی المناصب بدون هیچگونه آشنایی با الفبای قضاوت و آگاهی از صعوبت امر نسبت به دستگاه قضایی تعیین تکلیف می‌کنند، و به آنان امر و نهی می‌نمایند یکی تسریع می‌خواهد و دیگری تغلیظ می‌طلبد.

### واکنشحسین شریعتمداریبه نامه محقق داماد
حسین شریعتمداری در واکنش به نامه محقق داماد با حمله به او چنین نوشت:
تأکید بر رعایت عدالت در قضاوت به عناوینی نظیر آیت‌الله، استاد حقوق دانشگاه شهید بهشتی و… نیازی ندارد، بلکه این توصیه‌ها از مسائل و امور بدیهی است که از هر کس دیگری نیز انتظار می‌رود. … حالا فرض می‌کنیم که جنابعالی در اوج اغتشاش‌ها و جنایات وحشیانه اغتشاشگران در ایران نبوده‌اید، و روح لطیف و وجدان عدالت‌طلب‌تان از همه آن جنایات بی‌خبر بوده است. ولی حالا که به اصطلاح وجدانتان بیدار شده و نگران اجرای عدالت شده‌اید، چرا به هیچ‌یک از جنایات اغتشاشگران کمترین اشاره‌ای نفرموده‌اید؟

### واکنشجلیل رحیمی جهان‌آبادیبه انتقاد محقق داماد از مجلس
جلیل رحیمی جهان‌آبادی نماینده مردم تربت جام، تایباد، باخرز و صالح‌آباد در پاسخ به انتقاد محقق داماد از رفتار نمایندگان و نحوه مدیریت مجلس، او را آخوند دو ریالی نامید.

## آثار
- فاجعه جهل مقدس
- در دادگاه جهل مقدس
- الهیات محیط زیست
- روشنگری دینی در دو جلد
- بازخوانی فقهی امر به معروف و نهی از منکر و اجرای حدود
- قواعد فقه در پنج جلد به زبان فارسی،
- دورهٔ اصول فقه در سه جلد به زبان فارسی،
- حقوق خانواده در یک جلد به زبان فارسی،
- تحلیل فقهی وصیت در یک جلد به زبان فارسی،
- تحلیل فقهی اخذ به شفعه در یک جلد به زبان فارسی،
- تحلیل فقهی احتکار در یک جلد به زبان فارسی،
- مطالعات تطبیقی در فلسفه اسلامی، ترجمهٔ از انگلیسی به فارسی در یک جلد،
- حقوق بین‌المللی عمومی اسلامی، ترجمه از انگلیسی به فارسی در دو جلد،
- سیر فلسفه در جهان اسلام، ترجمهٔ از انگلیسی به فارسی در یک جلد،
- علاوه بر اینها بیش از ۳۰ مقاله در رشته‌های فلسفه، دین و حقوق نوشته است، از جمله:
- فقه پزشکی، دوره فقه پزشکی۱
- مفهوم اسلامی حقوق بشر دوستانه به زبان فارسی،
- رعایت قوانین انسان دوستانه به زبان فارسی،
- حقوق بشر از دیدگاه علی (ع) به زبان فارسی،
- اسلام و دعوت ادیان به رعایت حق و کرامت (به زبان فارسی)،
- مقالهٔ «Religious Minorities in the Islamic Republic of Iran» به زبان انگلیسی،
- مقالهٔ «Religious Tolerance and Universal Brotherhood in Islam» به زبان انگلیسی،
- تحصیل مال نامشروع در حقوق اسلامی (به زبان فارسی)
- تحلیل فقهی حقوقی وقف فعلاً جلد اول منتشر شده است (به زبان فارسی)
- حکمت برتر: درسگفتاری دربارهٔ نوآوری‌های فلسفهٔ صدرا (به زبان فارسی)
- حکمت و دیانت. ۱۴۰۳.